# Oskar Schultz-Gora
Oskar Schultz-Gora (* 25. September 1860 in Gora (heute: Góra) in Westpreußen; † 25. Dezember 1942 in Jena) war ein deutscher Romanist und Provenzalist.

## Leben und Werk
Schultz-Gora entstammte einem westpreußischen Rittergut. Abitur machte er 1878 am Gymnasium Marienburg. Von 1878 bis 1882 studierte er in Heidelberg, Rom, Genf, Leipzig und Berlin und promovierte 1883 (unter dem Namen Oscar Schultz) bei Adolf Tobler über Die Lebensverhältnisse der italienischen Trobadors. Von 1886 bis 1892 war er Lehrer am Gymnasium Altenburg. 1893 habilitierte er sich in Berlin mit Die Briefe des Trobadors Raimbaut de Vaqueiras an Bonifaz I, Markgrafen von Monferrat (Halle a.S. 1893, it. Firenze 1898). 1900 wurde er hier außerordentlicher Professor. 1904 erhielt er eine ordentliche Professur in Königsberg, 1911 in Straßburg und 1919 in Jena. Hier war er bis zu seiner Emeritierung 1928 Direktor des Romanischen Seminars. Zusammen mit dem Anglisten Alois Brandl gab Schultz-Gora das Archiv für die neueren Sprachen und Literaturen heraus.
Am Haus Kahlaische Straße 1 in Jena hängt eine Gedenktafel für ihn.

## Weitere Werke
- Die provenzalischen Dichterinnen. Leipzig 1888, Genève 1975
- Altprovenzalisches Elementarbuch. Heidelberg 1906, 6. Aufl. 1973
- Provenzalische Studien. I, II, Straßburg 1919, 1921